# Форче
Форче (итал. Force) — коммуна в итальянском регионе Марке, в провинции Асколи-Пичено. Расположена примерно в 70 км к югу от Анконы и в 15 км к северо-западу от Асколи-Пичено.
В коммуне 25 января особо празднуют обращение апостола Павла.

## Демография
На 31 декабря 2013 года население коммуны составляло 1379 человек.

## Достопримечательности
- Вилла архитектора Веруччи
- Монастырь францисканцев